# Do That Stuff
Do That Stuff è un singolo del gruppo musicale statunitense Parliament, pubblicato nel 1976 come primo estratto dal quinto album in studio The Clones of Dr. Funkenstein.

## Altri utilizzi
- Un sample del brano è utilizzato nella traccia Getting Closer, inclusa nell'album Wild Wild West di Tatyana Ali del 1999.
- Un sample del brano è utilizzato nel singolo Happy Up Here dei Röyksopp del 2009.
- Un sample del brano è utilizzato nel singolo Funky for You dei Nice & Smooth.
- Un sample del brano è utilizzato nel singolo Beauty Case degli Stereo Total.